# Chiesa di Santa Maria delle Grazie (Cerchio)
La chiesa di Santa Maria delle Grazie è un edificio religioso di Cerchio (AQ), in Abruzzo. Accanto ad essa, nell'ex convento degli agostiniani scalzi, si trova la sede del museo civico di Cerchio.

## Storia
La chiesa fu edificata con ogni probabilità nell'anno 1530 nel colle denominato Corbarolo (riportato in alcuni documenti storici anche come colle o monte Corvarolo o Corvarola). Pochi anni dopo, nel 1577, con una bolla vescovile, mons. Giambattista Milanese, vescovo dei Marsi con cattedra a Santa Sabina in Civitas Marsicana riconobbe la costituzione della confraternita di Santa Maria delle Grazie in Corvarola.
Nel 1613 i rappresentanti della chiesa di Santa Maria di Piediponte e gli abitanti dell'Universitas Circuli invitarono nel borgo marsicano un nucleo degli agostiniani scalzi di Roma per edificare accanto alla chiesa del colle un convento. I lavori iniziarono circa quattro anni dopo per concludersi nel 1619.
Nella seconda metà del XVIII secolo l'antica statua della Madonna venne spostata dall'altare alla sagrestia per fare spazio ad una nuova opera.
Nel 1776 il convento venne soppresso, poco dopo la chiesa fu dichiarata inagibile e chiusa al culto. I beni del convento furono donati nel 1785 al comune di Cerchio. L'edificio, riaprì al culto nel 1803, dopo i necessari lavori di ristrutturazione. Nel 1858 i Frati Minori Osservanti riaprirono il convento cerchiese che però fu soppresso dopo circa otto anni nel 1866. La struttura ospitò successivamente la scuola elementare del paese. La chiesa e l'ex convento furono gravemente danneggiati dal terremoto della Marsica del 1915 e restaurati nella prima metà del XX secolo.
Nel 1986 fu inaugurato nei locali dell'ex convento degli agostiniani scalzi il museo di arte sacra, poi divenuto museo civico di Cerchio. Chiesa e sede museale danneggiati dal terremoto dell'Aquila del 2009 furono oggetto, negli anni successivi, di lavori di ristrutturazione e adeguamento sismico e riaperti circa nove anni dopo.

### Origini del culto
Il ritrovamento dell'antica statua della Madonna delle Grazie, stando alla tradizione orale, fu opera dei pescatori del lago Fucino. Al termine di una giornata di lavoro i pescatori ritirando le loro reti dall'acqua vi trovarono la statua impigliata. Questa fu posta all'interno della chiesa che dopo pochi anni intorno al 1776 fu chiusa insieme al convento degli agostiniani scalzi. Per diversi anni l'edificio di culto rimase chiuso tanto che i cittadini credettero di aver perduto la raffigurazione della Madonna. Un giorno del 1803 i fedeli trovarono semi aperta la porta della chiesa e introducendosi all'interno scoprirono l'antica statua della Vergine perfettamente intatta posta sull'altare da dove venne spostata alla fine del secolo precedente. Dopo accurate analisi venne accertata l'autenticità della statua. Si alimentò così il culto della Madonna. Poco tempo dopo sarebbe avvenuta la prima grazia: una donna del luogo impossibilitata a camminare in modo autonomo a causa di un handicap fisico, dopo esser stata introdotta all'interno della chiesa vi uscì camminando autonomamente senza l'aiuto delle stampelle. Il prete dopo l'accaduto chiese al vescovo dei Marsi di avviare i lavori di restauro della chiesa. Successivamente sarebbero avvenuti altri miracoli, tra questi un uomo del posto che guarì improvvisamente da una gravissima ferita dovuta ad un accoltellamento; la mancata rappresaglia dei francesi nel 1806; il salvataggio dalla bufera di neve a Forca Caruso nel 1838; un paralitico nel 1840 pregando la Madonna guarì e poco dopo si fece prete; le fiamme di un incendio che dilagarono nel 1851 tra le case della contrada di Santa Lucia ma si spensero dopo che i cittadini portarono la statua all'esterno della chiesa e invocarono la Madonna; il naufragio nel 1856 di una barca proveniente da Trasacco non terminò in tragedia grazie al prodigio della Vergine e il miracolo della baronessa di Cerchio del 1866.

## Descrizione
La chiesa ad un'unica navata conserva dietro l'altare la statua della Madonna delle Grazie. Lo stile che caratterizza la struttura interna richiama l'arte barocca. I quadri raffigurano le grazie e i miracoli della Vergine, rappresentando anche la devozione popolare unitamente agli ex voto.
L'organo a canne è disposto internamente intorno al rosone, elemento architettonico che caratterizza la facciata essenziale della chiesa.